# Remberto Iriarte Paz
Remberto Iriarte Paz (* 1919; † nach 1991) war ein bolivianischer General und Diplomat.

## Leben
Geheimpolizisten von René Barrientos Ortuño hatten Régis Debray, den Fotografen George Andrew Roth (* 1923; † 2003) und den Zeichner Ciro Bustos am frühen Morgen des 20. April 1967 in Muyupampa verhaftet. Im August 1967 fungierte Remberto Iriarte Paz beim Kriegsrat in Camiri als Staatsanwalt und forderte 30 Jahre Gefängnis. Vom 17. Dezember 1969 bis August 1971 war er Botschafter in Buenos Aires. Durch den Putsch von Hugo Banzer Suárez wurde er Kommandierender der Streitkräfte Boliviens. Von 1973 bis 1974 war er Botschafter in Rom und Vertreter von Banzer bei der FAO.
Von 11. Oktober 1974 bis 1975 war er Botschafter in Madrid, von 1984 bis zum 19. Oktober 1991 Botschafter von Víctor Paz Estenssoro bei Alfredo Stroessner in Asunción.